# Bad Turn Worse
Pour plus de détails, voir Fiche technique et Distribution.
Bad Turn Worse est un film américain réalisé par Zeke Hawkins et Simon Hawkins, sorti en 2013.

## Fiche technique
- Titre : Bad Turn Worse
- Réalisation : Zeke Hawkins et Simon Hawkins
- Scénario : Dutch Southern
- Musique : Jonathan Keevil
- Pays d'origine : États-Unis
- Format : Couleurs - 2,35:1
- Genre : thriller
- Durée : 92 minutes
- Date de sortie : 2013

## Distribution
- Mackenzie Davis : Sue
- Logan Huffman : B.J.
- Jeremy Allen White : Bobby
- William Devane : Big Red
- Jon Gries : Sheriff Shep
- Mark Pellegrino : Giff